# Tallink City Hotel

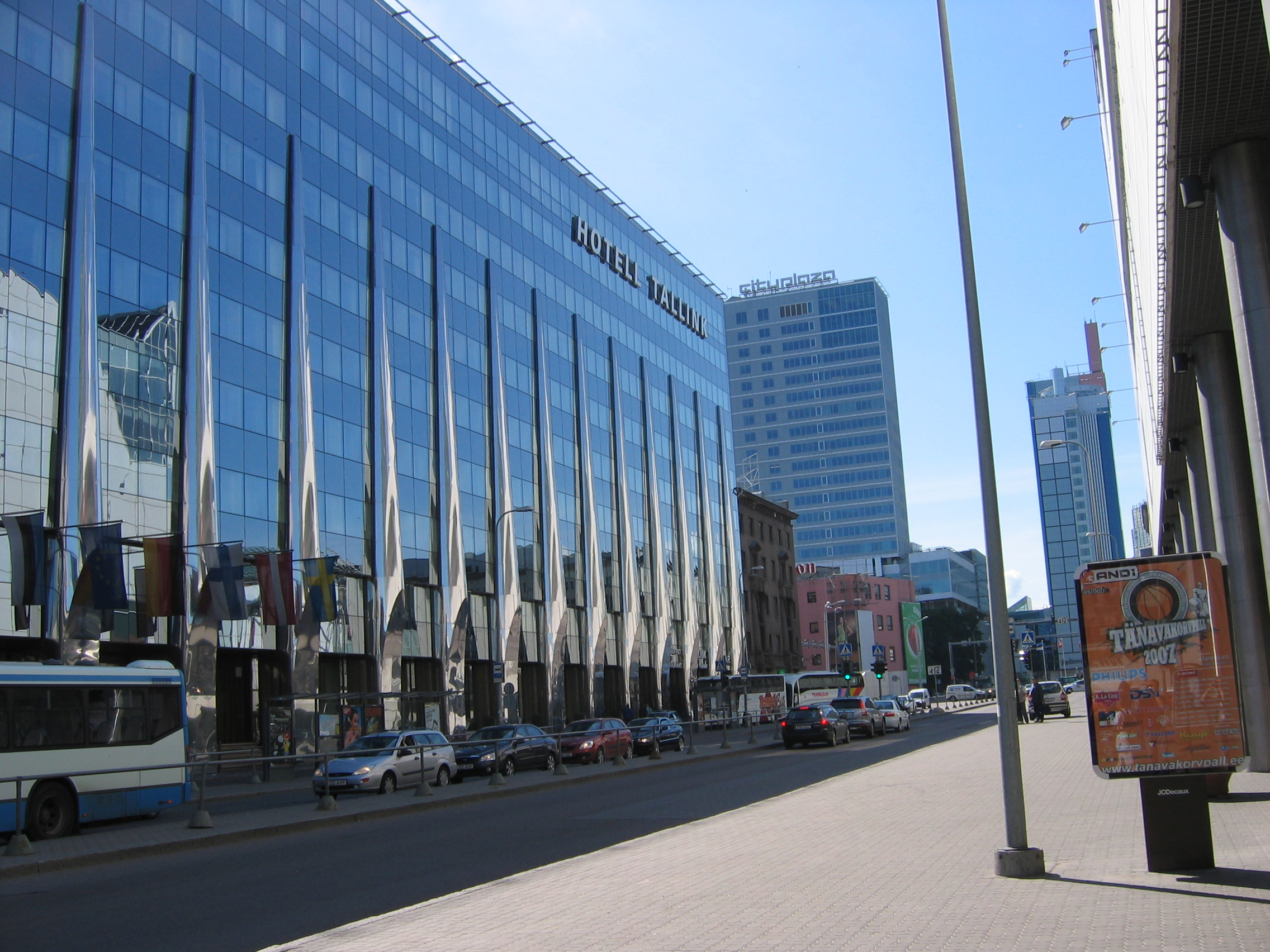
Tallink City Hotel

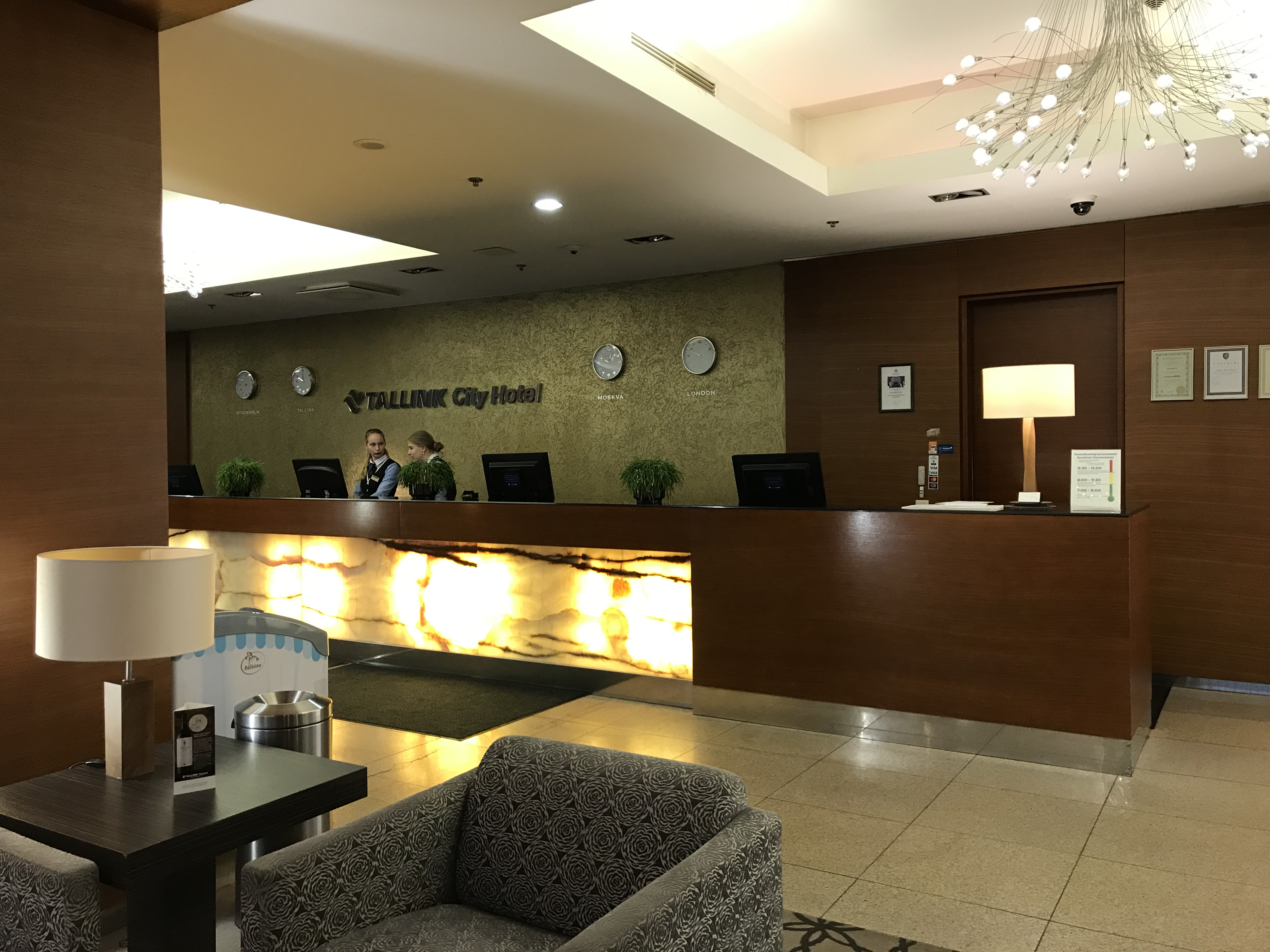
Tallink City Hotel, incheckningsdisken

Tallink City Hotel är ett hotell i Tallinn i Estland.
Tallink City Hotel ligger i centrala Tallinn vid Ants Laikmaagatan 5, mittemot köpcentret Viru Keskus med Virukeskus underjordiska bussterminal. Hotellet ägs av Tallink-gruppen och öppnade 2004 efter en omfattande renovering av det tidigare "Teenindusmaja" ("Servicehuset").

## Byggnaden
Den tio våningar höga byggnaden uppfördes ursprungligen av Estniska socialistiska sovjetrepublikens ministerium för tjänster som "Teenindusmaja" (ryska: "Dom bita"). Huset ritades av Maimu Kaarnaväli (född 1927) och blev klart 1974–1975. Det innehöll utymmen för olika slags tjänster, bedrivna i statlig regi. Detta var det ställe i staden och landet, där den bästa servicen fanns inom områden som damekipering och hårfrisering, med bland annat ett damskrädderi och en skönhetssalong. Där fanns också tvätteri, fotoateljé och stans största butik för damhattar samt läkar- och tandläkarmottagningar.